# Koptyjski Kościół Ortodoksyjny we Francji
Koptyjski Kościół Ortodoksyjny we Francji – autonomiczna diecezja Koptyjskiego Kościoła Ortodoksyjnego obejmująca Francję. Erygowana została 2 czerwca 1974 roku przez patriarchę Szenudę III. Autonomiczny status uzyskała w 1994.
Aktualnym ordynariuszem diecezji jest metropolita Atanazy.